# Euryodendron excelsum
Genre
Espèce
Classification phylogénétique
Statut de conservation UICN

 CR B1ab(i,ii,iii,iv,v)+2ab(i,ii,iii,iv,v); C1+2a(i,ii); D : 
En danger critique
Euryodendron excelsum est une espèce de plantes à fleurs de la famille des Pentaphylacaceae. C'est l'unique espèce du genre Euryodendron.

## Publication originale
- Acta Scientiarum Naturalium Universitatis Sunyatseni 9(4): 129. 1963.